# 综合研究大学院大学
综合研究大学院大学（日语：総合研究大学院大学）是日本的一所国立大学院大学。位于神奈川县三浦郡叶山町。1988年设立。大学简称综研大（日语：総研大）。

## 概要
综合研究大学院大学是日本第一所仅设研究生阶段课程的国立大学院大学。以本科毕业生或修士（大学院博士前期）毕业生为招生对象，前者给予5年一贯制博士课程、后者给予博士后期课程。大学设置6个研究科。大学学术研究在学校本部（叶山校区、1995年之前在东京工业大学長津田校区），以及诸多研究所中进行。

## 知名人物

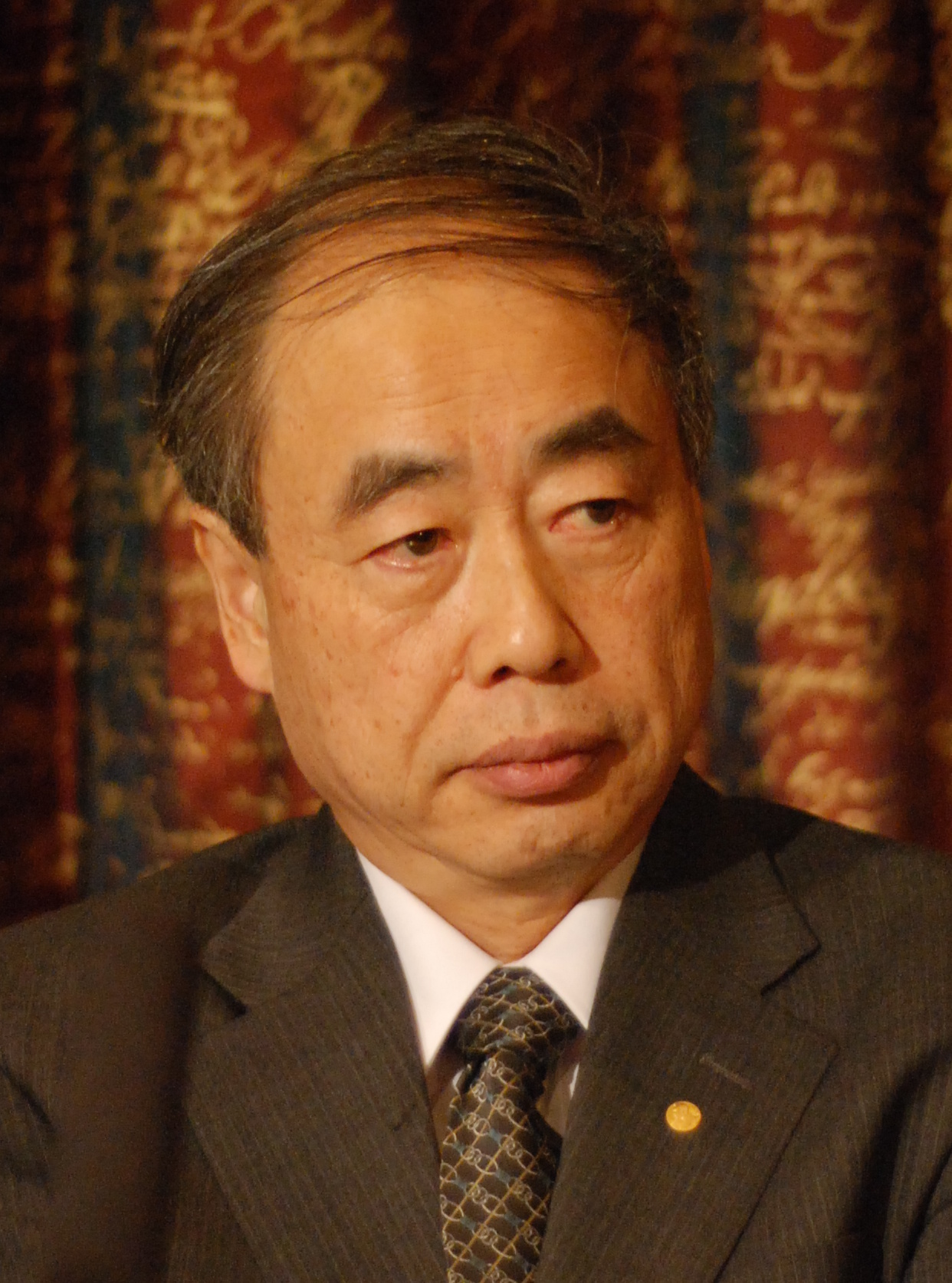
小林誠，教授，2008年諾貝爾物理學獎得主
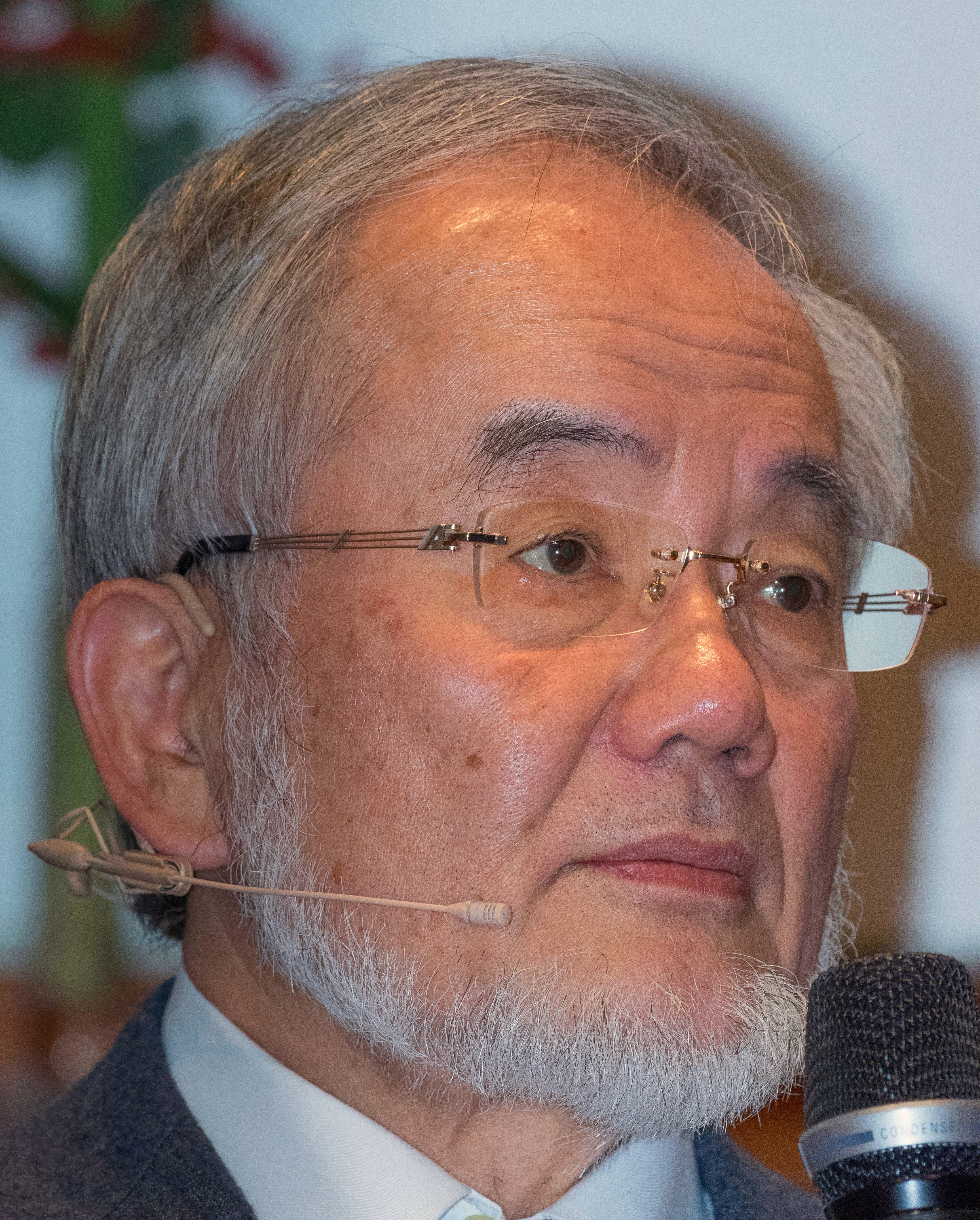
大隅良典，前教授，2016年諾貝爾生理學或醫學獎得主
秋篠宮文仁親王，博士校友，日本天皇第一順位繼位者（皇嗣）
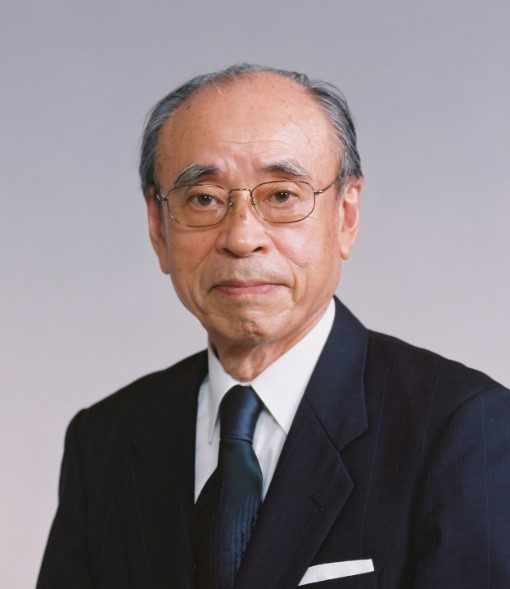
末松安晴（英语：Yasuharu Suematsu），教授，2014年日本國際獎得主

## 相关链接
- 官方网站 （页面存档备份，存于）